# Kelly Berthelsen
Kelly Efraim Johannes Berthelsen (* 1967 in Ammassivik) ist ein grönländischer Politiker, Schriftsteller, Dichter und Übersetzer.

## Leben
Kelly Berthelsen besuchte das Gymnasium in Qaqortoq, das er 1989 abschloss. Anschließend besuchte er das Dartmouth College in den USA sowie die University of Alaska in Fairbanks, wo er Geografie studierte. Anschließend ließ er sich in Aarhus zum Dolmetscher ausbilden. 2007 wurde er Chefdolmetscher der Kommune Kujalleq.
1996 debütierte Kelly Berthelsen als Schriftsteller, als er seine Gedichtsammlung Anaana herausbrachte. Bis 2011 veröffentlichte er vier weitere Gedichtsammlungen. Daneben schreibt er Kurzgeschichten. Seine Kurzgeschichtensammlung Tarningup Ilua wurde 2003 für den Literaturpreis des Nordischen Rates nominiert und wurde 2015 ins Französische übersetzt (Je ferme les yeux pour couvrir l'obscurité). Seine Werke drücken wie die vieler seiner Kollegen der grönländischen Literatur seiner Generation den Wunsch nach Unabhängigkeit aus. Daneben ist er auch als Übersetzer ins Grönländische tätig.
2002 wurde Kelly Berthelsen erstmals politisch tätig, als er Ministersekretär für Regierungschef Hans Enoksen wurde, was er bis 2009 blieb. Unzufrieden mit der Politik kandidierte er bei der Parlamentswahl 2013. Er erreichte nur den fünften Nachrückerplatz der Inuit Ataqatigiit und verpasste so einen Parlamentssitz. Bei der Kommunalwahl im selben Jahr wurde er in den Rat der Kommune Kujalleq gewählt. Ein Jahr später nahm er an der Parlamentswahl 2014 teil. Er erreichte diesmal den vierten Nachrückerplatz der Partei. Im September 2016 rückte er ins Inatsisartut nach und blieb dort bis zum Ende der Legislaturperiode. Bei der Kommunalwahl 2017 trat er nicht mehr an. Bei der Parlamentswahl 2018 verpasste er einen Sitz im Inatsisartut deutlich und trat danach nicht mehr an.
Bei der Parlamentswahl 2025 unternahm er ein Comeback für die Siumut, wurde aber wieder nicht gewählt. Er kandidierte auch wieder für den Rat der Kommune Kujalleq, wurde aber auch hier nicht gewählt.

## Werke (Auswahl)
- 1996: Anaana
- 1999: Tikisitaq aqissiaq taallallu suulluanngitsut allat
- 2000: Misigissutsit
- 2001: En sjæls inderste kammer/Tarningup Ilua
- 2002: Imerajuup nulia
- 2003: Oqaq angallatigalugu
- 2005: Erninnut qimakkumasakka
- 2011: De tamme mennesker og andre anekdoter/Inuit nujuitsut oqaluttuaaqqallu allat
- 2014: Ammassivimmit eqqaamasat (mit Kristian Pablo Poulsen)